# A Parányi varázslat epizódjainak listája
Ez a szócikk a Parányi varázslat című sorozat epizódjait listázza.

## Évadáttekintés
| Évad | Évad | Részek száma | Részek száma | Eredeti sugárzás  | Eredeti sugárzás    | Magyar sugárzás     | Magyar sugárzás      |
| Évad | Évad | Részek száma | Részek száma | Évadbemutató      | Évadzáró            | Évadbemutató        | Évadzáró             |
| ---- | ---- | ------------ | ------------ | ----------------- | ------------------- | ------------------- | -------------------- |
|      | 1.   | 10           | 10           | 2015. február 28. | 2015. április 18.   | 2016. július 24.    | 2016. augusztus 21.  |
|      | 2.   | 10           | 10           | 2016. április 14. | 2016. június 19.    | 2019. február 23.   | 2019. március 24.    |
|      | 3.   | 10           | 10           | 2017. április 30. | 2017. július 2.     | 2019. április 7.    | 2019. május 11.      |
|      | 4.   | 10           | 10           | 2018. április 29. | 2018. július 1.     | 2020. november 15.  | 2020. december 13.   |
|      | 5.   | 10           | 10           | 2019. június 9.   | 2019. augusztus 18. | 2020. december 24.  | 2021. január 2.      |
|      | 6.   | 10           | 10           | 2020. május 3.    | 2020. július 5.     | 2021. április 10.   | 2021. május 8.       |
|      | 7.   | 10           | 10           | 2021. május 16.   | 2021. július 25.    | 2021. augusztus 28. | 2021. szeptember 26. |

### Első évad (2015)
| Sor. | Év. | Cím                                                   | Rendező       | Író                                          | Premier           | Nézettség   |
| --- | --- | ----------------------------------------------------- | ------------- | -------------------------------------------- | ----------------- | ----------- |
| 1. | 1.  | Újrakezdeni, ismét (Starting Over...Again)            | Craig Pryce   | Történet: Sue Tenney Tévéjáték: Bruce Graham | 2015. február 28. | 2,91 millió |
| Férje halála után Cassie Nightingale próbálja magát újra megtalálni, miközben betegeskedő apósát kell ellátnia. A szomszédjába költöznek Radfordék: az orvos Sam, és fia, Nick. Sam nehezen talál magának pácienseket, mert minden beteg inkább Cassie boltjában keres gyógyulást. Az epizód egy dupla rész, a későbbi vetítések és a külföldi forgalmazás során szedték ketté. |     |                                                       |               |                                              |                   |             |
| 2. | 2.  | Szabadkozás és emlékezés (Apologies and Remembrances) | Craig Pryce   | Történet: Sue Tenney Tévéjáték: Bruce Graham | 2015. február 28. | 2,91 millió |
| 3. | 3.  | Menekülés (Running Scared)                            | Laurie Lynd   | Történet: Sue Tenney Tévéjáték: Bruce Graham | 2015. március 7.  | 2,01 millió |
| Egy fiatal lány, Ashley száll meg a Grey-házban. Nicknek gondjai vannak az iskolában, Sam pedig próbálja őt helyes irányba terelni anélkül, hogy megbüntetné őt. Grace kettejük közé szorul és megpróbálja elkerülni Nicket, de csakhamar még nagyobb zűrben találja magát, amikor hazudnia kell barátjának, Anthony-nak. Grace végül eldönti, hogy segít Samnek. Middleton az éves fesztiváljára készül, és egy nagy bálra. Stephanie szeretne együtt táncolni Sammel, és talán többet is. A gyanakvó Brandon elkezd nyomozni Ashley után, mígnem Cassie segít őt összehozni Derekkel. Egy ismeretlen személy érkezik, aki azt állítja, hogy tudja, kicsoda Ashley. |     |                                                       |               |                                              |                   |             |
| 4. | 4.  | A helyes lépés (Do The Right Thing)                   | Laurie Lynd   | Történet: Sue Tenney Tévéjáték: Bruce Graham | 2015. március 14. | 1,99 millió |
| Ashley eltűnik, a middletoni rendőrség pedig keresni kezdi. Cassie az egyetlen, aki tudhatja, hol van, és aki talán segíthet helyes irányba terelni az életét. Közben a város a fesztivál lázában ég, és viszály kezd kialakulni, mikor Ryan exmenyassznya felbukkan. |     |                                                       |               |                                              |                   |             |
| 5. | 5.  | A családban marad (All In The Family)                 | Craig Pryce   | Történet: Sue Tenney Tévéjáték: Bruce Graham | 2015. március 21. | 1,95 millió |
| Abigail, Cassie unokatestvére a városba érkezik. Sam felveszi recepciósnak, pedig Stephanie szeretné megkapni az állást. Abigail rossz hatással van Cassie-re, sok esetben a lány pártját fogja az anyjával való vitái során, aki korlátokat szeretne felállítani. Anthony és Grace közös történelemházin dolgoznak, de Grace egy idő után eltűnik. |     |                                                       |               |                                              |                   |             |
| 6. | 6.  | Igazság a hazugság mögött (The Truth About Lies)      | Craig Pryce   | Történet: Sue Tenney Tévéjáték: Bruce Graham | 2015. március 28. | 2,16 millió |
| Grace-t Nick viszi haza, és azt hazudja, hogy a könyvtárban volt. Martha szeretne indulni a kormányzóválasztáson, és hogy jobb színben tüntesse fel magát, elhatározza, hogy felvirágoztatja Middletont. Ryan, aki ebben segíthetne, azonban inkább Blairsville-be vinné az üzletét. Abigail felajánlja, hogy segít vacsorát főzni Samnek a Stephanie-val való randijára, mikor azonban Abigail nem jelenik meg, Cassie ugrik be helyette. Lori nyomozni kezd Abigail után, és rájön, hogy tényleg New Yorkban élt, és nem hazudott. Sam és Nick megpróbálják rendbehozni kapcsolatukat.                                                                             |     |                                                       |               |                                              |                   |             |
| 7. | 7.  | A vihar (The Storm)                                   | Don McBrearty | Történet: Sue Tenney Tévéjáték: Bruce Graham | 2015. április 4.  | 1,81 millió |
| Hóvihar készül lecsapni Middletonra, Cassie pedig arra bátorítja Samet, hogy segítsen megmenteni egy fiatal párt, akik a viharban ragadtak.Brandon balesetet szenved, ahogy Stephanie is, aki Abigail segít. Grace, Anthony és Nick bennragadnak a könyvtárban. |     |                                                       |               |                                              |                   |             |
| 8. | 8.  | Összefogás (Together We Stand...)                     | Don McBrearty | Történet: Sue Tenney Tévéjáték: Bruce Graham | 2015. április 11. | 1,92 millió |
| A vihar folytatódik, Cassie és Sam pedig együtt kell, hogy megmentsék egy fiatalember életét. Anthony, Grace és Nick továbbra is a könyvtár foglyai, végül Derek menti meg őket. A városba érkezik Linda, Nick anyja. |     |                                                       |               |                                              |                   |             |
| 9. | 9.  | Hazatérés (Homecoming)                                | Craig Pryce   | Történet: Sue Tenney Tévéjáték: Bruce Graham | 2015. április 18. | 2,25 millió |
| 10. | 10. | Minden jó, ha... (True Colors)                        | Craig Pryce   | Történet: Sue Tenney Tévéjáték: Bruce Graham | 2015. április 18. | 2,25 millió |

### Speciális évad (2015)
| Sor. | Év. | Cím                                                               | Rendező     | Író                              | Premier           | Nézettség   |
| ---- | --- | ----------------------------------------------------------------- | ----------- | -------------------------------- | ----------------- | ----------- |
| 11.  | 1.  | Valami gonosz (1-2. rész) (Good Witch Halloween Something Wicked) | Craig Pryce | Sue Tenney & Amy Palmer Robertso | 2015. október 24. | 2,26 millió |

### Második évad (2016)
| Sor. | Év. | Cím                                               | Rendező        | Író                                                       | Premier | Nézettség |
| ---- | --- | ------------------------------------------------- | -------------- | --------------------------------------------------------- | ------- | --------- |
| 12.  | 1.  | Másodszor (Second Time Around)                    | Craig Pryce    | Sue Tenney                                                |         | , millió  |
| 13.  | 2.  | Kocsikázás (Driven)                               | Craig Pryce    | Sue Tenney                                                |         | , millió  |
| 14.  | 3.  | A múltból (Out of the Past)                       | Cal Coons      | Sue Tenney & Jed Seidel                                   |         | , millió  |
| 15.  | 4.  | Gond a szerelemmel (The Trouble With Love)        | Cal Coons      | Amy Palmer Robertson & Jed Seidel                         |         | , millió  |
| 16.  | 5.  | Lepj meg! (Surprise Me)                           | Don McCutcheon | Amy Palmer Robertson                                      |         | , millió  |
| 17.  | 6.  | Kockázat (Risk)                                   | Don McCutcheon | Sue Tenney & Jackson Rock                                 |         | , millió  |
| 18.  | 7.  | Mi a titkod? (What's Your Secret?)                | Laurie Lynd    | Amy Palmer Robertson                                      |         | , millió  |
| 19.  | 8.  | Igazság (Truth)                                   | Laurie Lynd    | Sue Tenney                                                |         | , millió  |
| 20.  | 9.  | Összeillő páros, 1.rész (A Perfect Match, Part 1) | Craig Pryce    | Amy Palmer Robertson                                      |         | , millió  |
| 21.  | 10. | Összeillő páros, 2.rész (A Perfect Match, Part 2) | Craig Pryce    | Történet: Sue Tenney Tévéjáték: Sue Tenney & Jackson Rock |         | , millió  |

### Speciális évad (2016)
| Sor. | Év. | Cím                                                     | Rendező     | Író         | Premier           | Nézettség   |
| ---- | --- | ------------------------------------------------------- | ----------- | ----------- | ----------------- | ----------- |
| 22.  | 1.  | Good Witch Secrets of Grey House The Enchantress Unites | Craig Pryce | Dean Batali | 2016. október 22. | 2,24 millió |

### Harmadik évad (2017)
| Sor. | Év. | Cím                               | Rendező          | Író                           | Premier | Nézettség |
| ---- | --- | --------------------------------- | ---------------- | ----------------------------- | ------- | --------- |
| 23.  | 1.  | A Budding Romance                 | Michael Kennedy  | Dean Batali                   |         | , millió  |
| 24.  | 2.  | Without Magic for a Spell         | Michael Kennedy  | Dawn DeKeyser                 |         | , millió  |
| 25.  | 3.  | Day After Day                     | Craig Pryce      | Skander Halim                 |         | , millió  |
| 26.  | 4.  | How to Say, I Love You!           | Craig Pryce      | Bill Fuller                   |         | , millió  |
| 27.  | 5.  | A Birthday Wish                   | Phillip Earnshaw | Sheryl A. Anderson            |         | , millió  |
| 28.  | 6.  | Say it with Candy                 | Phillip Earnshaw | Dawn DeKeyser                 |         | , millió  |
| 29.  | 7.  | In Sickness and in Health         | Laurie Lynd      | Dean Batali                   |         | , millió  |
| 30.  | 8.  | Somewhat Surprising               | Laurie Lynd      | Dean Batali                   |         | , millió  |
| 31.  | 9.  | Not Getting Married Today, Part 1 | Craig Pryce      | Sean Alexander & Sarah Larsen |         | , millió  |
| 32.  | 10. | Not Getting Married Today, Part 2 | Craig Pryce      | Dean Batali                   |         | , millió  |

### Speciális évad (2017)
| Sor. | Év. | Cím                                                                 | Rendező          | Író                               | Premier           | Nézettség   |
| ---- | --- | ------------------------------------------------------------------- | ---------------- | --------------------------------- | ----------------- | ----------- |
| 33.  | 1.  | Elbűvölve (1-2.rész) (Good Witch Spellbound The Halloween Prophecy) | Craig Pryce Dean | Batali and Ron Osborn & Jeff Reno | 2017. október 22. | 2,70 millió |

### Negyedik évad (2018)
| Sor. | Év. | Cím                                  | Rendező        | Író                                | Premier | Nézettség |
| ---- | --- | ------------------------------------ | -------------- | ---------------------------------- | ------- | --------- |
| 34.  | 1.  | Ezzel a gyűrűvel... (With This Ring) | Andy Mikita    | Dean Batali                        |         | , millió  |
| 35.  | 2.  | In 4/4, With Emotion                 | Andy Mikita    | Skander Halim                      |         | , millió  |
| 36.  | 3.  | Daddy's Home                         | Fred Gerber    | Anthony Epling & Amy Van Curen     |         | , millió  |
| 37.  | 4.  | Family Time                          | Fred Gerber    | Dean Batali                        |         | , millió  |
| 38.  | 5.  | Written Like a Merriwick             | T. W. Peacocke | Donna Thorland                     |         | , millió  |
| 39.  | 6.  | Match Game                           | T. W. Peacocke | Ron Osborn & Jeff Reno             |         | , millió  |
| 40.  | 7.  | Til Death Do Us Part                 | Martin Wood    | Dean Batali                        |         | , millió  |
| 41.  | 8.  | All Dressed Up                       | Martin Wood    | Nicole Demerse                     |         | , millió  |
| 42.  | 9.  | How to Make a Middleton Quilt        | Rich Newey     | Zoila Amelia Galeano & Bill Fuller |         | , millió  |
| 43.  | 10. | Tossing the Bouquet                  | Rich Newey     | Dean Batali                        |         | , millió  |

### Speciális évad (2018)
| Sor. | Év. | Cím                                       | Rendező         | Író            | Premier           | Nézettség   |
| ---- | --- | ----------------------------------------- | --------------- | -------------- | ----------------- | ----------- |
| 44.  | 1.  | Tale of Two Hearts The Heart of Middleton | Michael Kennedy | Darin Goldberg | 2018. október 18. | 2,36 millió |

### Ötödik évad (2019)
| Sor. | Év. | Cím                      | Rendező             | Író                            | Premier | Nézettség |
| ---- | --- | ------------------------ | ------------------- | ------------------------------ | ------- | --------- |
| 45.  | 1.  | The Forever Tree, Part 1 | T. W. Peacocke      | Vincent Pagano                 |         | , millió  |
| 46.  | 2.  | The Forever Tree, Part 2 | T. W. Peacocke      | Darin Goldberg                 |         | , millió  |
| 47.  | 3.  | The Honeymoon            | Stefan Scaini       | Roger Grant                    |         | , millió  |
| 48.  | 4.  | The Prince               | Stefan Scaini       | Erinne Dobson                  |         | , millió  |
| 49.  | 5.  | The Tea                  | Steve DiMarco       | Jesenia Ruiz & Carlee Malemute |         | , millió  |
| 50.  | 6.  | The Road Trip            | Steve DiMarco       | Roger Grant                    |         | , millió  |
| 51.  | 7.  | The Grey-cation          | Craig David Wallace | Cole Bastedo                   |         | , millió  |
| 52.  | 8.  | The Treasure             | Craig David Wallace | Cole Bastedo                   |         | , millió  |
| 53.  | 9.  | The Comet                | Martin Wood         | Vincent Pagano                 |         | , millió  |
| 54.  | 10. | The Graduation           | Martin Wood         | Darin Goldberg                 |         | , millió  |

### Speciális évad (2019)
| Sor. | Év. | Cím                                          | Rendező     | Író                                             | Premier           | Nézettség   |
| ---- | --- | -------------------------------------------- | ----------- | ----------------------------------------------- | ----------------- | ----------- |
| 55.  | 1.  | A rózsa átka (1-2. rész) (Curse from a Rose) | Craig Pryce | Daren Goldberg (part 1) Vincent Pagano (part 2) | 2019. október 19. | 1,87 millió |

### Hatodik évad (2020)
| Sor. | Év. | Cím                            | Rendező         | Író                              | Premier | Nézettség |
| ---- | --- | ------------------------------ | --------------- | -------------------------------- | ------- | --------- |
| 56.  | 1.  | Az évforduló (The Anniversary) | Stefan Scaini   | Darin Goldberg                   |         | , millió  |
| 57.  | 2.  | A chili (The Chili)            | Stefan Scaini   | Vincent Pagano                   |         | , millió  |
| 58.  | 3.  | Az óra (The Clock)             | Don McCutcheon  | Erinne Dobson                    |         | , millió  |
| 59.  | 4.  | A vacsora (The Dinner)         | Don McCutcheon  | Cole Bastedo                     |         | , millió  |
| 60.  | 5.  | A mandala (The Mandala)        | Annie Bradley   | Darin Goldberg                   |         | , millió  |
| 61.  | 6.  | Az álom (The Dream)            | Annie Bradley   | Vincent Pagano                   |         | , millió  |
| 62.  | 7.  | A festmény (The Tableau)       | Alison Reid     | Erinne Dobson & Elysse Applebaum |         | , millió  |
| 63.  | 8.  | A csokoládék (The Chocolates)  | Alison Reid     | Darin Goldberg                   |         | , millió  |
| 64.  | 9.  | A padlás (The Loft)            | Jonathan Wright | Vincent Pagano                   |         | , millió  |
| 65.  | 10. | A madár (The Bird)             | Jonathan Wright | Darin Goldberg                   |         | , millió  |

### Hetedik évad (2021)
| Sor. | Év. | Cím                                           | Rendező         | Író             | Premier                               | Nézettség   |
| ---- | --- | --------------------------------------------- | --------------- | --------------- | ------------------------------------- | ----------- |
| 66.  | 1.  | A parti (The Party)                           | Jonathan Wright | Darin Goldberg  | 2021. május 16. 2021. augusztus 28.   | 1,71 millió |
| 67.  | 2.  | A burok A kagyló (The Shell)                  | Jonathan Wright | Vincent Pagano  | 2021. május 23. 2021. augusztus 29.   | 1,51 millió |
| 68.  | 3.  | A babaváró A szülés (The Delivery)            | Stefan Scaini   | Darin Goldberg  | 2021. május 30. 2021. szeptember 4.   | 1,61 millió |
| 69.  | 4.  | Middleton Exchange A cserebere (The Exchange) | Stefan Scaini   | Vincent Pagano  | 2021. június 6. 2021. szeptember 5.   | 1,54 millió |
| 70.  | 5.  | A papírsárkány A Sárkány (The Kite)           | Alison Reid     | Darin Goldberg  | 2021. június 6. 2021. szeptember 11.  | 1,36 millió |
| 71.  | 6.  | Kívánságok A kívánságok (The Wishes)          | Alison Reid     | Vincent Pagano  | 2021. június 13. 2021. szeptember 12. | 1,45 millió |
| 72.  | 7.  | A varázslat (The Magic)                       | Stefan Scaini   | Darin Goldberg  | 2021. június 27. 2021. szeptember 18. | 1,53 millió |
| 73.  | 8.  | A sprint (The Sprint)                         | Stefan Scaini   | Vincent Pagano  | 2021. július 11. 2021. szeptember 19. | , millió    |
| 74.  | 9.  | A kutatás A keresés (The Search)              | Jonathan Wright | Deanna Shumaker | 2021. július 18. 2021. szeptember 25. | , millió    |
| 75.  | 10. | Az esküvő (The Wedding)                       | Jonathan Wright | Darin Goldberg  | 2021. július 25. 2021. szeptember 26. | , millió    |

### Filmek (2008-2009-2010-2011-2012-2013-2014)
| Sor. | Év. | Cím                                                    | Rendező     | Író                         | Premier            |
| ---- | --- | ------------------------------------------------------ | ----------- | --------------------------- | ------------------ |
| 1.   | 1.  | A bűbájos (The Good Witch)                             | Craig Pryce | Rod Spence                  | 2008. január 19.   |
| 2.   | 2.  | Parányi varázslat film (The Good Witch's Garden)       | Craig Pryce | G. Ross Parker              | 2009. február 7.   |
| 3.   | 3.  | Parányi varázslat: Az esküvő (The Good Witch's Gift)   | Craig Pryce | Rod Spence & G. Ross Parker | 2010. november 13. |
| 4.   | 4.  | Parányi varázslat: A család (The Good Witch's Family)  | Craig Pryce | G. Ross Parker              | 2011. október 29.  |
| 5.   | 5.  | Parányi varázslat: Bűbáj (The Good Witch's Charm)      | Craig Pryce | G. Ross Parker              | 2012. október 27.  |
| 6.   | 6.  | Parányi varázslat: A végzet (The Good Witch's Destiny) | Craig Pryce | Annie Young Frisbie         | 2013. október 26.  |
| 7.   | 7.  | Parányi varázslat: Csoda (The Good Witch's Wonder)     | Craig Pryce | G. Ross Parker              | 2014. október 24.  |